# Estariade
Estariade (em grego clássico: Σταριαδ(η); romaniz.: Stariad(e); em persa médio: sthly‘t, Staxryād; em parta: ‘sthrd‘tyE , Staxryād) foi uma nobre sassânida do século III.

## Vida

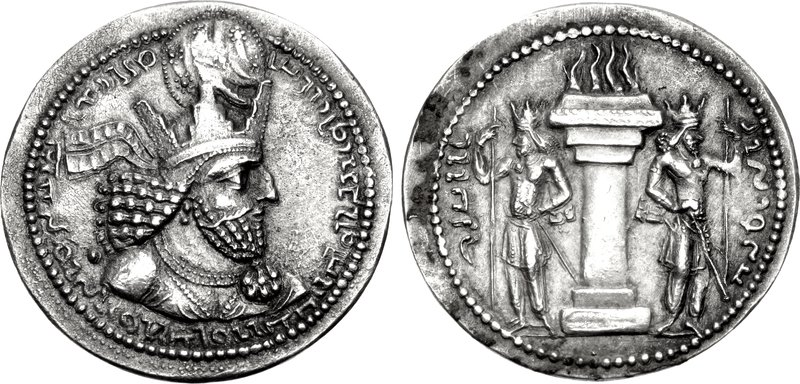
Dracma de Sapor cunhado ca. 240-244

As origens de Estariade são incertas. Aparece na inscrição trilíngue Feitos do Divino Sapor do xá Sapor I (r. 240–270) entre membros da casa real do Império Sassânida e é citada como rainha (bāmbišn). A historiografia suspeita que era uma das esposas de Sapor. E também se sugere que seu nome pode ser um título, significando "Presente de Estacar", indicando sua origem na cidade e a natureza do casamento. Caso a teoria esteja correta, pertencia a alta nobreza de Estacar, ligada ao culto de Anaíta, e se casou com Sapor na condição de rainha da cidade.